# Боженко Василь Назарович
Васи́ль Наза́рович Боже́нко (1867/1869/1871, с. Бережинка, нині Кропивницький район — 19 серпня 1919, Славута або 21 серпня 1919, Житомир) — більшовицький червоний польовий командир та український радянський військовий діяч часів війни 1917—1921 років, колаборант, посібник російських більшовиків.
Входить до числа постатей, які підпадають під закон про декомунізацію.

## Життєпис

### До революції
Народився 1871 (за іншими даними — 1867 або 1869) року в сім'ї бідняка в селі Бережинка Єлисаветградського повіту Херсонської губернії (нині Кропивницький район, Кіровоградська область, Україна). Українець. З 12 років йому довелося піти на заробітки. У березні 1904 року за поширення листівок Одеського комітету РСДРП був уперше заарештований. Учасник російсько-японської війни. Повернувшись з війни, продовжував революційну роботу в масах на Єлисаветградщині, за що у 1907 році був позбавлений волі на три роки.
З 1915 по 1917 рік — столяр у Київських механічних майстернях, один із керівників профспілкового руху: голова профспілки деревообробників.

## Після революції
3 березня 1917 року на зборах представників заводів та майстерень Боженко обирається до Тимчасового виконавчого комітету по організації Київської ради робітничих депутатів, тоді ж вступає у більшовицьку партію.
Під час Київського січневого збройного повстання 1918 року на чолі Деміївського червоногвардійського загону брав участь у боях проти Української Центральної ради. З березня 1918 року після зайняття Києва німецькими військами — на Донбасі. У травні того ж року на чолі невеликого загону виходить з України в «нейтральну зону». Як свідчить очевидець, на початку вересня В. Н. Боженко з титулом «командуючого всіма повстанськими силами» в селі Юринівка (на той час — Новгород-Сіверського повіту Чернігівської губернії) займається організацією повстанських загонів, очолює повітовий військово-революційний комітет. Результатом його роботи стає злиття щонайменше 30 загонів у три з'єднання, командирами яких було призначено його самого, Салая та Черняка.

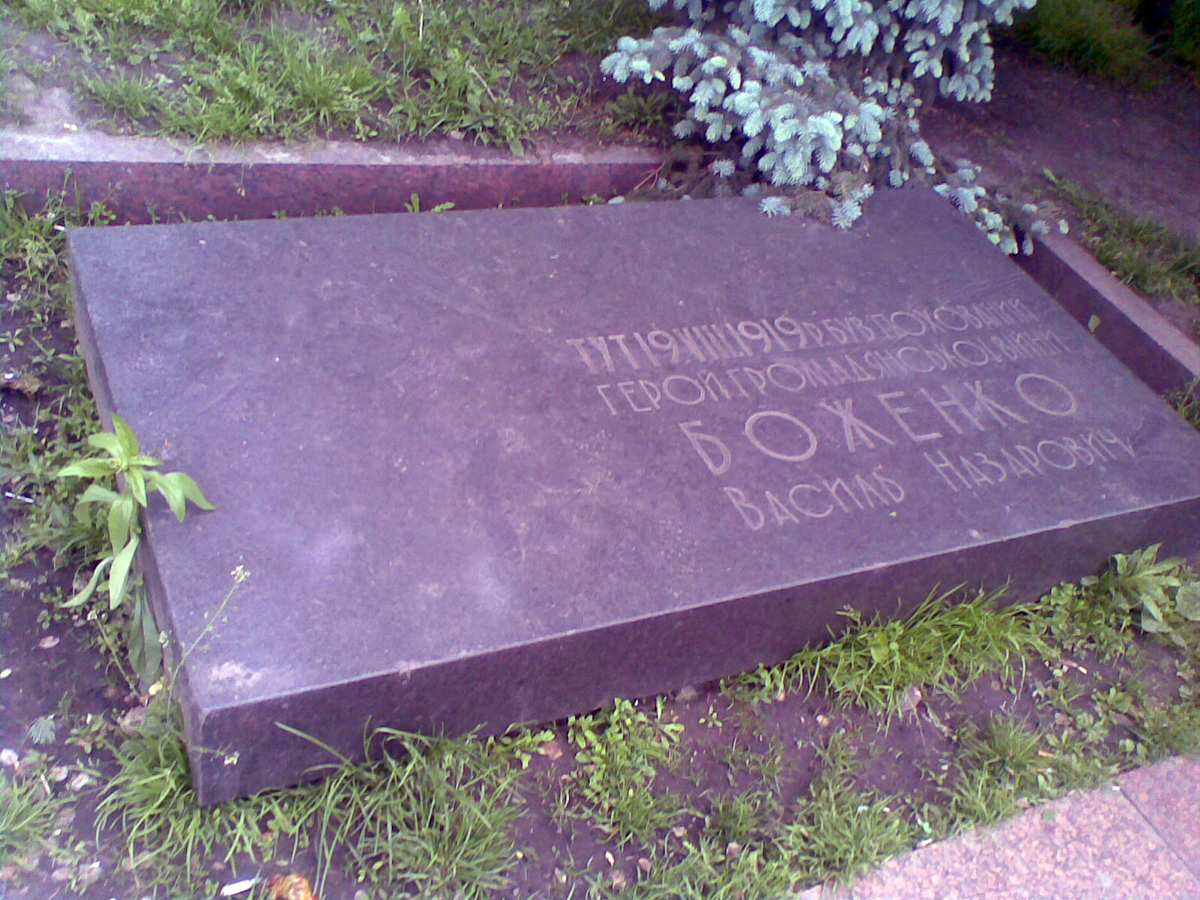
Надгробна плита в Житомирі

Пам'ятник у Києві (зруйнувався у 2015 році)

Наприкінці вересня 1918 року призначений командиром 2-го батальйону, а в листопаді — командиром Таращанського полку, пізніше — командиром Таращанської бригади, що входила до складу 1-ї української радянської дивізії, згодом — 44-ї стрілецької дивізії, якою командував Микола Щорс. Таращанський полк, разом з Богунським, брав участь у бойових діях проти Директорії і в захопленні Києва 5 лютого 1919 року, за що був нагороджений Червоним прапором, а командир Боженко — іменною золотою зброєю. За життя нагороду Боженкові так і не було вручено.

## Смерть
Помер (за однією з версій був отруєний ЧК у процесі ліквідації партизанщини в Червоній армії), за одними даними 21 серпня 1919 року в Житомирі, за іншими — на станції Славута 19 серпня 1919 року. Похований у Житомирі, могила не збереглася.

## Родина
Дружина Боженка — Феодосія Мартинівна — загинула при загадкових обставинах (за однією з версій, була вбита ЧК) у 1919 році. Ймовірно, похована в Києві. Брат Михайло за часів громадянської війни командував ескадроном Богунського полку, брав участь у німецько-радянській війні: був командиром загону народного ополчення Дніпровського металургійного заводу ім. Дзержинського.

## Пам'ять
- Вулиця Боженка — у багатьох містах України (близько 70-ти) та Росії періоду більшовизму. У ході декомунізації в Україні назва вулиці Боженка залишилася тільки в окупованому Луганську.